# Siège de Tournoël
Le siège de Tournoël a eu lieu en décembre 1213 au château de Tournoël, actuelle commune de Volvic, dans le cadre de la conquête de l'Auvergne par le roi Philippe Auguste. Il opposa les troupes comtales d'Auvergne menées par Gualeran de Corbelles aux troupes royales menées par Guy II de Dampierre.

## Historique du siège

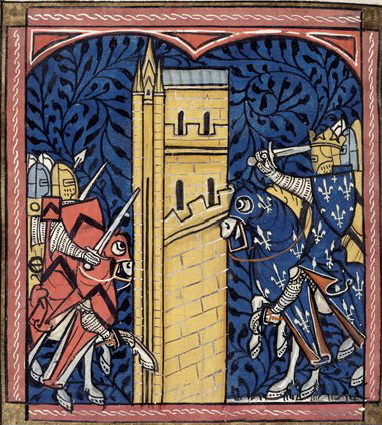
Guy II d'Auvergne combattant le roi de France Philippe Auguste. Chroniques de Saint-Denis, British Library.

### Contexte: La guerre d'Auvergne (1210-1213)
En 1210, à la suite du conflit l'opposant à son frère l'évêque, le comte d'Auvergne Guy II prend l'abbaye de Mozac et la met à sac, son frère l'évêque de Clermont, Robert, fait appel au roi de France pour venir à son secours. Philippe Auguste y voit l'occasion d'annexer l'Auvergne alors théoriquement vassale de l'Angleterre. Le conflit entre frères et leurs partisans tourne rapidement en guerre civile en Auvergne.
Philippe Auguste décide d'intervenir et met à la tête de l'armée de conquête de l'Auvergne Guy de Dampierre, récemment devenu seigneur de Bourbon, avec l'aide du mercenaire gallois Cadoc. Les sources médiévales racontent que l'armée française aurait pris 120 châteaux avant de s'attaquer au dernier bastion libre du comte d'Auvergne, le château de Tournoël,. Guy II est pris lors du siège de la ville voisine de Riom mais son lieutenant Gualeran de Corbelles et son fils, futur Guillaume X résistent encore.

### Le siège
Dernière forteresse comtale à résister à l'armée du roi de France Philippe Auguste, Tournoël ne tombera qu'en décembre 1213 par les troupes de Guy II de Dampierre.

#### Déroulement du siège

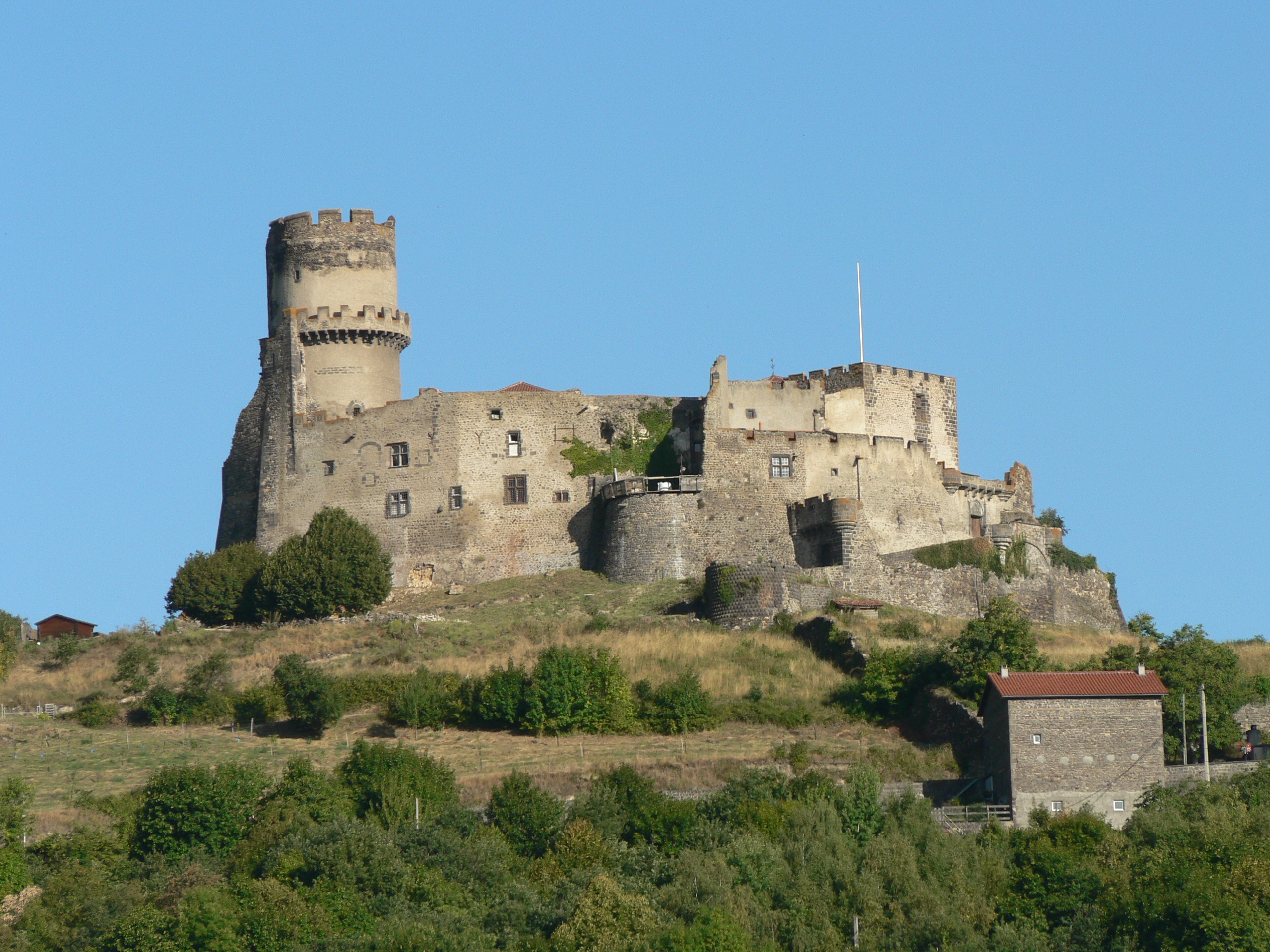
Château de Tournoël : Dernière place forte tenue par le comte d'Auvergne.

La défense du château comtal est organisée par Gualeran de Corbelles qui défend le château face aux attaques françaises.
Côté capétien l'armée est arrivée un peu tard, les troupes comtales ayant réussi à faire rentrer un convoi de ravitaillement et des troupes supplémentaires juste avant l'arrivée des Français. Le siège mené dure et ne donne pas de résultats. Gualeran organise une sortie des Auvergnats qui ruine la tentative d'approche des troupes du roi. Voyant son armée malade et découragée ainsi que l'impossibilité de prendre la forteresse Guy II de Dampierre donne alors l'ordre de lever le siège. C'est alors que les troupes comtales, se sentant en position de force refont une sortie de nuit afin de s'emparer des chevaux de l'armée française, l'armée du roi bien que surprise réussit à se défendre et à repousser les Auvergnats dans le château.
Cette sortie ratée de l'armée auvergnate permet aux Français de marquer des pertes chez l'ennemi et de prendre de nombreux prisonniers dont notamment des membres de la famille du comte d'Auvergne, son fils Guillaume, futur Guillaume X, alors âgé de dix-huit ans ainsi que son neveu Albert. Face à cette défaite, Gualeran et l'armée auvergnate se rendent, Tournoël est définitivement tombé.

#### Conséquences
C'est cet événement — le siège de Tournoël — qui permet d'annexer pour la première fois l'Auvergne au domaine royal. Les territoires confisqués par le roi sont appelés « Terre d'Auvergne » et deviendront plus tard le duché d'Auvergne avec Riom pour capitale. Dépouillé de la grande majorité de ses terres le comte d'Auvergne ne se voit conserver qu'une infime portion de l'Auvergne, ce morceau restant du comté d'Auvergne est à l'origine de la comté d'Auvergne.
La conquête de l'Auvergne a également eu pour conséquence de changer la polarisation de la Basse-Auvergne en la tournant au nord et de l'exposer aux influences de ces territoires. Cela marquera notamment des changements linguistiques, culturels, politique et architecturaux avec notamment l'importation de l'architecture gothique,.

## Culture populaire
- Sièges et souverains, une extension pour le jeu de figurines Seigneurs et Sergents et où le siège de Tournoël est l'élément central du jeu ; in VaeVictis n°106, 2012.
- Prise de Tournoël, timbre français émis en 2013 au sein de la collection Les grandes heures de l'histoire de France. Émis à 850 000 exemplaires[9].